# هليبوكا (محافظة تشيرنيفتسي)
هليبوكا (Глибока) هي بلدة من النمط المدني في محافظة تشيرنيفتسي في أوكرانيا.

## معرض صور

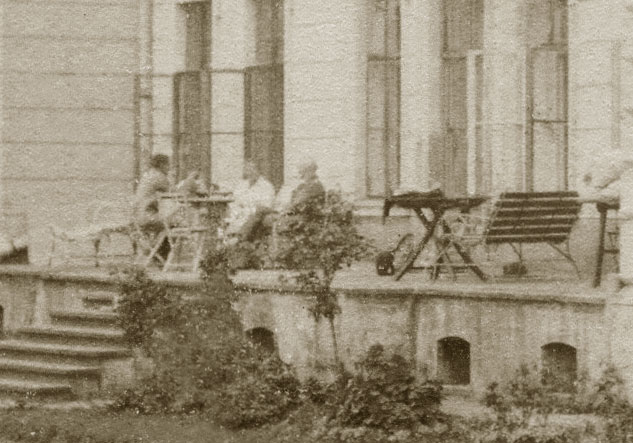
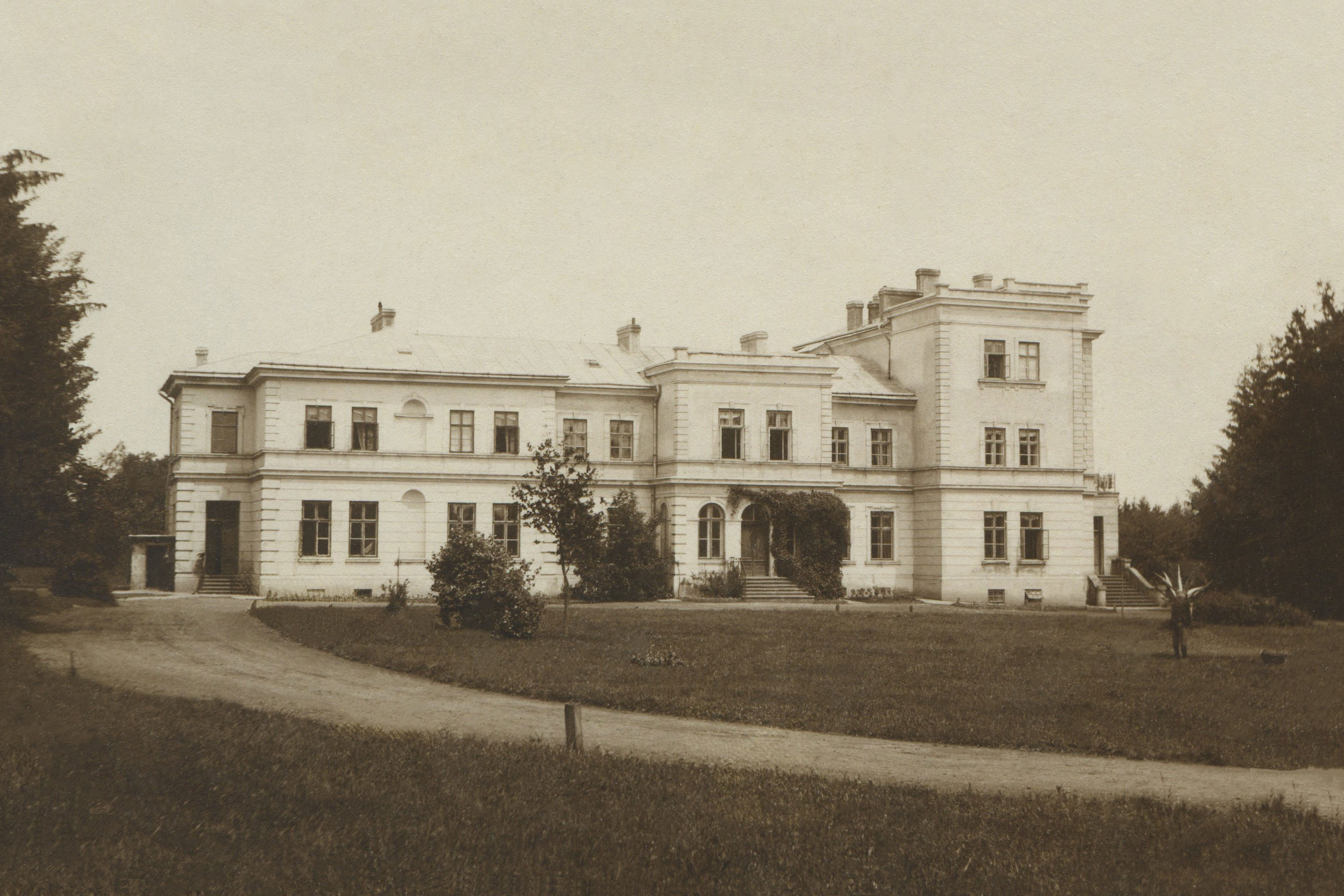
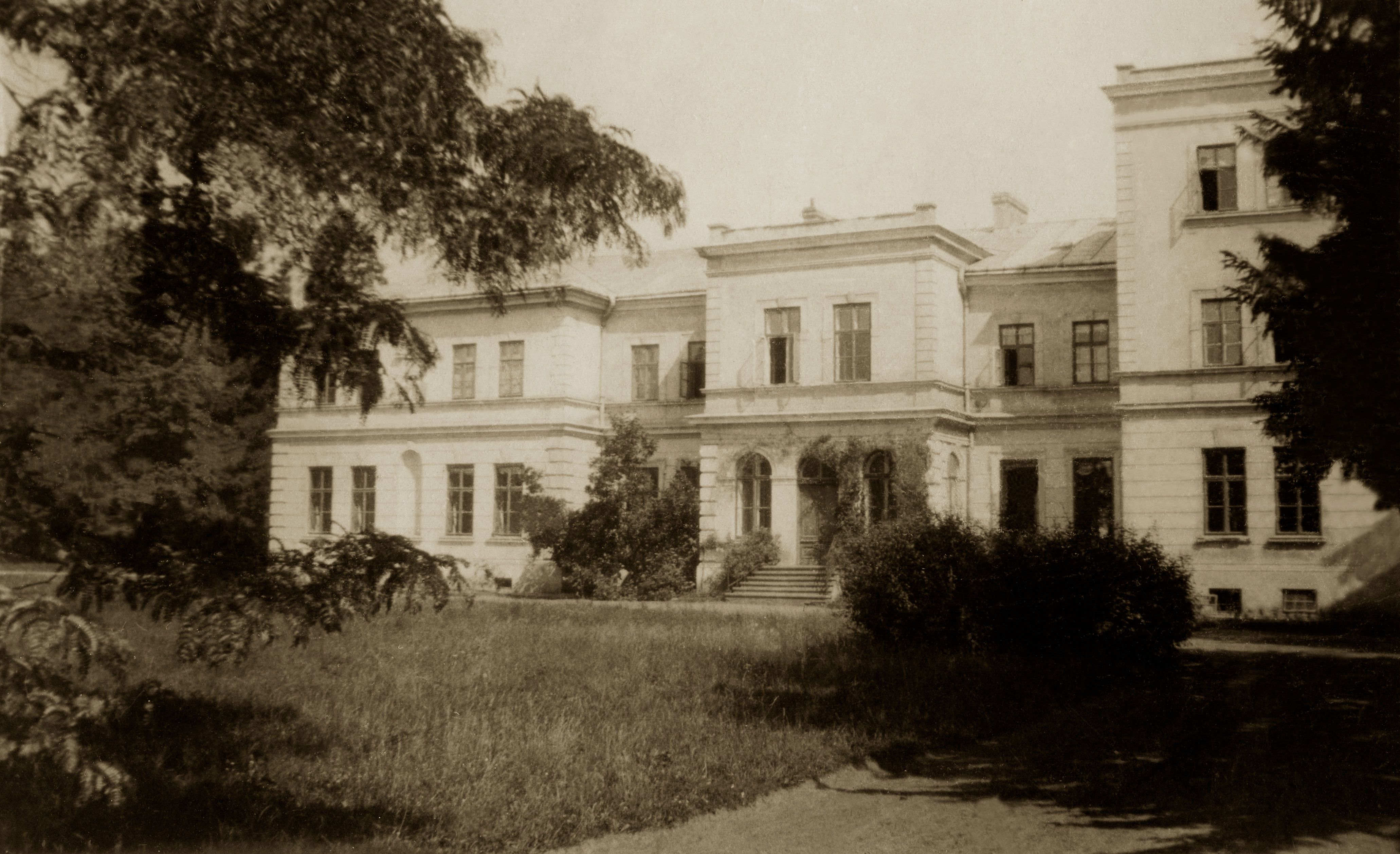
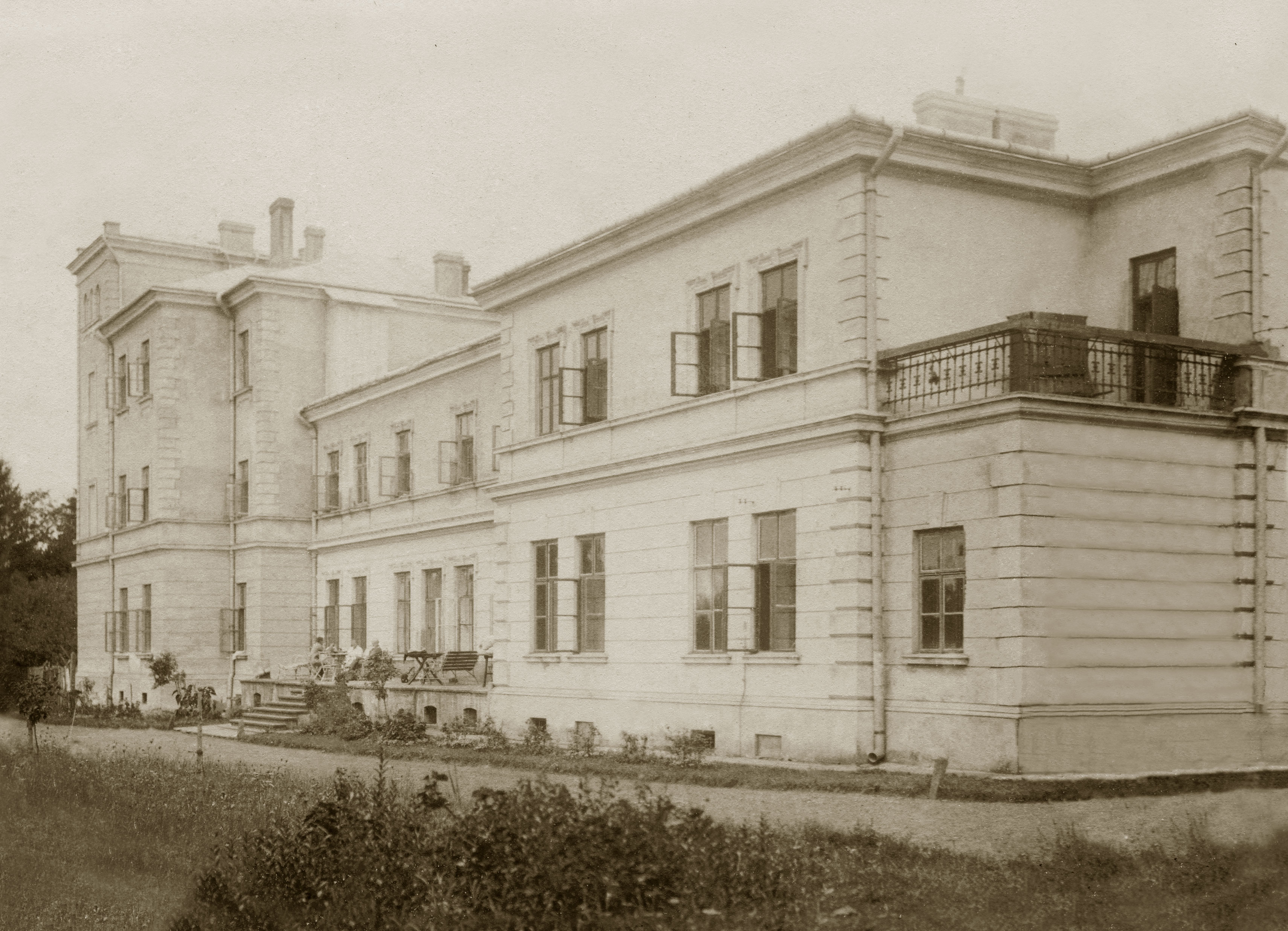
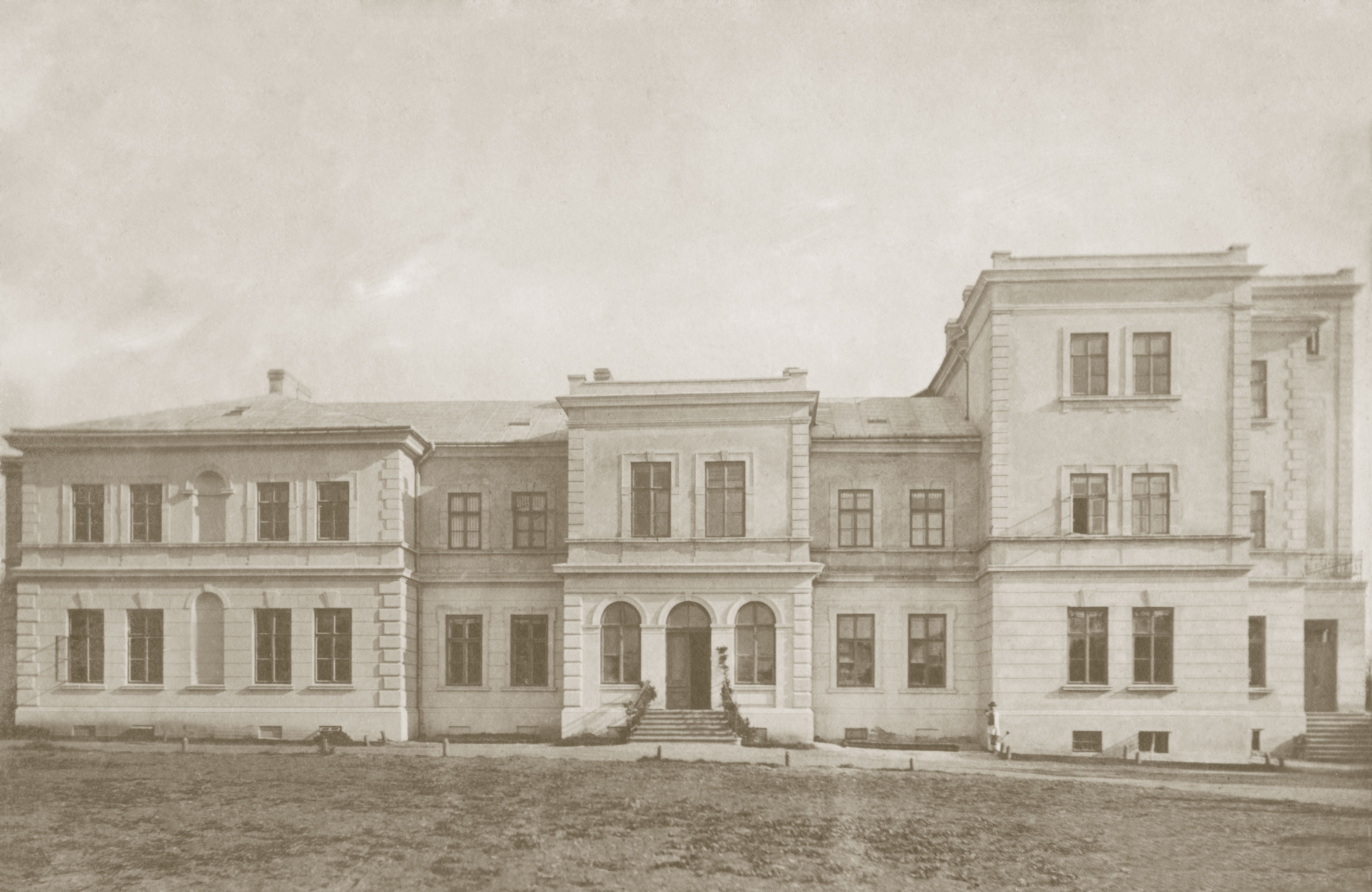